# تحلیل دینامیک برنامه
اگر تجزیه و تحلیل برنامه با اجرای برنامه بر روی یک پردازنده واقعی با مجازی انجام شود، تحلیل دینامیک برنامه نامیده می‌شود. برای تحلیل دینامیک کارا، برنامه هدف باید با ورودی‌های تستی کافی اجرا شود.
با استفاده از سنجه‌های تست نرم‌افزار مانند پوشش کد می‌توان از مشاهده مجموعه حداکثری از رفتارهای ممکن اطمینان حاصل کرد.
در اصطلاح به ابزارهای تحلیل پویای برنامه پروفایلر می‌گویند از معروف‌ترین، پروفایلرها ابزاری برای بررسی برنامه و واکاوی رفتار آن در شرایط مختلف هستند.

## ابزارها
- AddressSanitizer: تشخیص خطای حافظه برای Linux, اواس ده، مایکروسافت ویندوز.
- BoundsChecker: تشخیص خطای حافظه برای برنامه‌های ویندوز-بنیاد.
- ClearSQL: ابزاری برای بازنگری و کنترل کیفیت PL/SQL.